# Rory Hill
Rory Hill (ur. 8 października 1906 w Suezie, zm. 11 marca 1972 w Aleksandrii) – egipski historyk i archeolog pochodzenia brytyjskiego. W latach 1947–1971 pracował m.in. na wykopaliskach w Egipcie, Namibii czy Etiopii.

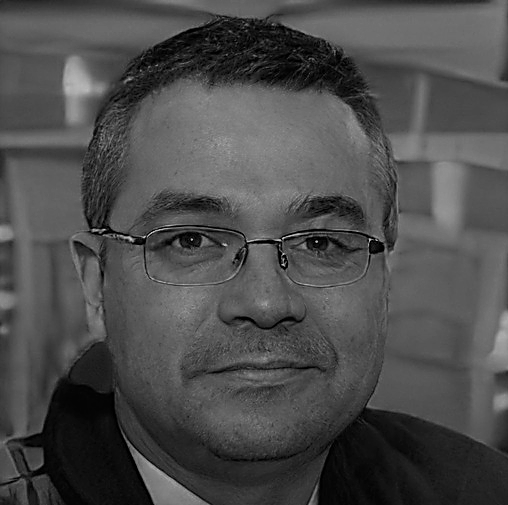
Zdjęcie Rory’ego wykonane w latach 60.

## Biografia
Rory ukończył archeologię na Uniwersytecie Kairskim. Po wojnie oddał się pracy oraz pojechał na wykopaliska archeologiczne w Sakkarze. Tam jednak nie osiągnął żadnych sukcesów, więc wyjechał do Sudanu. Tam pracował na obszarze klasztoru w Kasr al-Wizz w latach 50. a następnie raz jeszcze w latach 60 w ramach międzynarodowej ekspedycji. W związku z zalaniem klasztoru musiał przerwać swoje badania. Następnie przeprowadził się do Etiopii, gdzie pracował na takich wykopaliskach jak Yeha oraz Omo. Przy końcu swojej kariery wyjechał do Namibii w celu ekskawacji Apollo 11. Tam jednak został pokąsany przez pszczoły, a gdy jego stan uległ znacznemu pogorszeniu zdecydował o powrocie do Egiptu. Pod koniec roku 1971 wyjechał do Kairu, a następnie do Aleksandrii gdzie zmarł.
Lista (chronologiczna) wykopalisk:
- Sakkara
- Kasr al-Wizz
- Yeha
- Omo
- Apollo 11